# Regeringen Igor Matovič
Regeringen Igor Matovič var en regering i Slovakiet ledet af premierminister Igor Matovič 2020-2021. Den blev dannet 21. marts 2020 efter parlamentsvalget i 2020 som en koalition med de fire partier Almindelige Mennesker og Uafhængige Personligheder (OĽaNO), Vi er familie (SR), Frihed og Solidaritet (SaS) og For folket (ZĽ).
Regeringen blev godkendt i Nationalrådet 30. april 2020 med stemmerne 93–48.
En politisk krise udløst af en hemmelig aftale om at købe Sputnik V COVID-19-vaccine fra Rusland førte til, at Igor Matovič og hans regering trådte tilbage 30. marts 2021. Matovičs regering blev afløst 1. april 2021 af Regeringen Eduard Heger, ledet af Eduard Heger som var finansminister i Matovičs regering.

## Sammensætning
| Ministerium                                                             | Minister                       | Parti | Parti                       | Startdato      | Slutdato       |
| ----------------------------------------------------------------------- | ------------------------------ | ----- | --------------------------- | -------------- | -------------- |
| Premierminister                                                         | Igor Matovič                   |       | OĽaNO                       | 21. marts 2020 | 1. april 2021  |
| Vicepremierminister for lovgivning og strategisk planlægning            | Štefan Holý                    |       | SR                          | 21. marts 2020 | 1. april 2021  |
| Vicepremierminister og minister for investeringer og regional udvikling | Veronika Remišová              |       | ZĽ                          | 21. marts 2020 | 1. april 2021  |
| Vicepremierminister for økonomiske anliggender og økonomiminister       | Richard Sulík                  |       | SaS                         | 21. marts 2020 | 23. marts 2021 |
| Vicepremierminister for økonomiske anliggender og økonomiminister       | Andrej Doležal (fungerende)    |       | Partiløs (Nomineret af SR)  | 23. marts 2021 | 1. april 2021  |
| Vicepremierminister og finansminister                                   | Eduard Heger                   |       | OĽaNO                       | 21. marts 2020 | 1. april 2021  |
| Indenrigsminister                                                       | Roman Mikulec                  |       | OĽaNO                       | 21. marts 2020 | 1. april 2021  |
| Sundhedsminister                                                        | Marek Krajčí                   |       | OĽaNO                       | 21. marts 2020 | 12. marts 2021 |
| Sundhedsminister                                                        | Eduard Heger (fungerende)      |       | OĽaNO                       | 12. marts 2021 | 1. april 2021  |
| Forsvarsminister                                                        | Jaroslav Naď                   |       | OĽaNO                       | 21. marts 2020 | 1. april 2021  |
| Justitsminister                                                         | Mária Kolíková                 |       | ZĽ                          | 21. marts 2020 | 23. marts 2021 |
| Justitsminister                                                         | Veronika Remišová (fungerende) |       | ZĽ                          | 23. marts 2021 | 1. april 2021  |
| Udenrigs- og europaminister                                             | Richard Sulík (fungerende)     |       | SaS                         | 21. marts 2020 | 8. april 2020  |
| Udenrigs- og europaminister                                             | Ivan Korčok                    |       | Partiløs (Nomineret af SaS) | 8. april 2020  | 25. marts 2021 |
| Udenrigs- og europaminister                                             | Jaroslav Naď (fungerende)      |       | OĽaNO                       | 25. marts 2021 | 1. april 2021  |
| Minister for uddannelse, videnskab, forskning og sport                  | Branislav Gröhling             |       | SaS                         | 21. marts 2020 | 25. marts 2021 |
| Minister for uddannelse, videnskab, forskning og sport                  | Eduard Heger (fungerende)      |       | OĽaNO                       | 25. marts 2021 | 1. april 2021  |
| Arbejds-, social- og familieminister                                    | Milan Krajniak                 |       | SR                          | 21. marts 2020 | 17. marts 2021 |
| Arbejds-, social- og familieminister                                    | Andrej Doležal (fungerende)    |       | Partiløs (Nomineret af SR)  | 17. marts 2021 | 1. april 2021  |
| Minister for transport og byggeri                                       | Andrej Doležal                 |       | Partiløs (Nomineret af SR)  | 21. marts 2020 | 1. april 2021  |
| Kulturminister                                                          | Natália Milanová               |       | OĽaNO                       | 21. marts 2020 | 1. april 2021  |
| Minister for landbrug og udvikling af landdistrikter                    | Ján Mičovský                   |       | OĽaNO                       | 21. marts 2020 | 1. april 2021  |
| Miljøminister                                                           | Ján Budaj                      |       | OĽaNO                       | 21. marts 2020 | 1. april 2021  |
| Kilde:                                                                  |                                |       |                             |                |                |